# بحيرة جلعاد
 بحيرة جلعاد، هي بحيرة تقع في كارمل هاملت في مقاطعة بوتنام، نيويورك. كانت تعرف في الأصل باسم بركة العميد. يبلغ طول بحيرة جلعاد 0,8 ميلا، ويبلغ متوسط عمقها 43 قدم (13 م)، وبعمق يبلغ حوالي 120 قدم (37 م). تقع البحيرة داخل حوض نهر هدسون السفلي في مجرى مياه نهر كروتون. تبلغ مساحة بحيرة جلعاد 116 فدان (0.49 كـم2)
يتم التحكم ببحيرة جلعاد في مجرى مياه كروتوني في نظام إمدادات المياه في مدينة نيويورك. يوجد سد ومجرى تصريف في الجنوب، مع إرتداد 500 من الشواطئ إلى الشاطئ مما يحد من وصول المراكب إلى المنطقة.
يندرج الاستخدام الترفيهي للبحيرات الخاضع للرقابه تحت لوائح إدارة حماية البيئة. يسمح بصيد الأسماك وركوب القوارب التي تعمل بالطاقة الذاتية بتصريح صالح من إدارة الحماية البيئة وإدارة ولاية نيويورك للمحافظة على بيئة. تمنع السباحة فيه.
يسمح بالصيد على الجليد في بحيرة جلعاد خلال فصل الشتاء. ومن أنواع الأسماك الموجودة ارجموث باس، قوس قزح، والبني المرقط، سلسلة البيكيلر، الفرخ الأصفر، بانفيش وفي عام 1990، قدم صياد محلي البايك الشمالي بطريقة غير شرعية. على رغم من أنه نادرا مايتم صيده.